# Anna Maria Lovisa av Medici
Anna Maria Lovisa av Medici (Italienska:Anna Maria Luisa de' Medici), född 11 augusti 1667, död 18 februari 1743, var kurfurstinna av Pfalz, den sista medlemmen av Huset Medici. Hon var konstmecenat och donerade Huset Medicis konstsamlingar, inklusive Uffizierna i Palazzo Pitti till staten storhertigdömet Toscana.

## Biografi
Anna Maria Lovisa var dotter till storhertig Cosimo III av Toscana och Margareta Lovisa av Orleans och syster till Gian Gastone de' Medici. Hon gifte sig 1691 med kurfurst Johan Wilhelm av Pfalz. Äktenskapet var barnlöst. Hon förklarades 1713 av fadern för tronföljare i Toscana efter sin barnlöse bror, men hennes arvsrättigheter respekterades inte av Europa. Vid hennes brors död 1737 efterträddes han i stället av Frans I.

### Kurfurstinna av Pfalz
Anna Maria Lovisas föräldrar separerade 1675, och hon uppfostrades av sin farmor, Vittoria della Rovere. Äktenskapspartier med Frankrike, Portugal, Spanien, Modena och Savojen föreslogs under hennes uppväxt. Hennes äktenskap med Johan Wilhelm av Pfalz föreslogs av den tysk-romerske kejsaren. En vigsel per procura (genom ombud) ägde rum i april 1691: hon färdades sedan mot makens huvudstad Düsseldorf och mötte Johan Wilhelm på vägen i Innsbrück, där de vigdes i maj 1691 innan de fortsatte till Pfalz.
Anna Maria Lovisa fick ett missfall 1692, men därefter inga fler graviditeter. Enligt uppgift blev hon steril efter att ha smittats av Johan Wilhelm med syfilis. Paret ska ha haft en harmonisk relation, och Anna Maria Lovisa stod värd för ett livligt sällskapsliv där hon ägnade sig åt baler, konserter och andra festligheter: hennes make lät uppföra en fransk teater åt henne, och hon gjorde hovet i Pfalz till ett berömt musikcentrum genom att agera mecenat åt musiker. Hon arrangerade också äktenskapet åt sin yngre bror Gian Gastone, som följt henne till Tyskland.

### Tronarvinge
Anna Maria Lovisa blev snart en tänkbar tronarvinge i Toscana och som sådan föremål för stora politiska komplikationer i Europa. Hennes bröder var båda barnlösa. För att åstadkomma en tronarvinge avsade sig hennes farbror sitt prästämbete och gifte sig 1709, men avled barnlös 1711. År 1713 avled hennes äldsta bror barnlös, hennes far förklarade henne som Toscanas tronarvinge efter sin barnlöse yngre brors död. Detta ifrågasattes av den tysk-romerska kejsaren, eftersom Toscana formellt var en kejserlig provins och det därför inte hade rätt att bestämma sin succession utan kejserligt tillstånd. I juli 1716 avled hennes make, och i oktober 1717 återvände hon till Florens i Toscana, där hennes far förklarade henne som tronarvinge. År 1718 åsidosattes dock hennes arvsrätt av Europas stormakter över huvudet på hennes far.
Vid hennes fars död i oktober 1723 efterträddes han sin yngre bror Gian Gattone. Han ogillade henne eftersom det var hon som hade arrangerat hans olyckliga äktenskap, och hon kom dessutom illa överens med sin äldre brors änka, Violanta Beatrice av Bayern. Hon flyttade därför från Palazzo Pitti i Florens till Villa La Quiete utanför staden, som hon gjorde till ett kulturcentrum. Anna Maria Lovisa och Violanta Beatrice samarbetade för att försöka bättra på Gian Gattones anseende i allmänhetens ögon och försöke få honom att representera. Hon avskydde hans dekadenta följe, ruspantis. 
År 1731 anlände den tronarvinge som hade utsetts av stormakterna, prins Carlos av Spanien, och Toscana ockuperades av spanska trupper: dessa byttes ut mot tyska trupper till stöd för den nye tronarvingen Frans Stefan 1736. Hon var närvarande vid broderns dödsbädd i juli 1737. Hon erbjöds att bli regent fram till att tronarvingen Frans Stefan hann fram, men avböjde.

### Senare liv
Anna Maria Lovisa var ensam arvtagare till ätten Medicis samlade förmögenhet, och är känd för sitt testamente 31 oktober 1737, där hon donerade Medicis konstsamling till Toscana på villkoret att det aldrig skulle delas eller lämna staten. Hon levde sina sista år i en flygel av Palazzo Pitti i Florens där hon höll ett separat hov på avstånd från vicekungen Marc de Beauvau, prins de Craon, som hon ogillade. Hon ägnade sig främst åt välgörenhet.